# 河島正
河島正（1969年4月7日—2010年6月15日），是一位男性日本漫畫家、漫畫原作者。代表作《ALIVE 最終進化的少年》。

## 生平
河島正於2000年以連載於講談社《月刊少年Magazine增刊GREAT》的作品《Daughter Maker》（ドーターメーカー）出道成為職業漫畫家。2003年起則以原作的身分在同一雜誌上與擔任作畫的安達渡嘉（あだちとか）合作連載《ALIVE 最終進化的少年》。
2010年（平成22年）6月15日，因肝癌病逝，享年41歲。

## 作品列表

### 漫畫原作
- Daughter Maker（2000年 - 2001年、月刊少年Magazine增刊GREAT）全3卷
- ALIVE 最終進化的少年（2003年 - 2010年、月刊少年Magazine）全21卷

## 外部連結
- 紫苑 （页面存档备份，存于） - 河島正 官方網站